# Жила (геология)

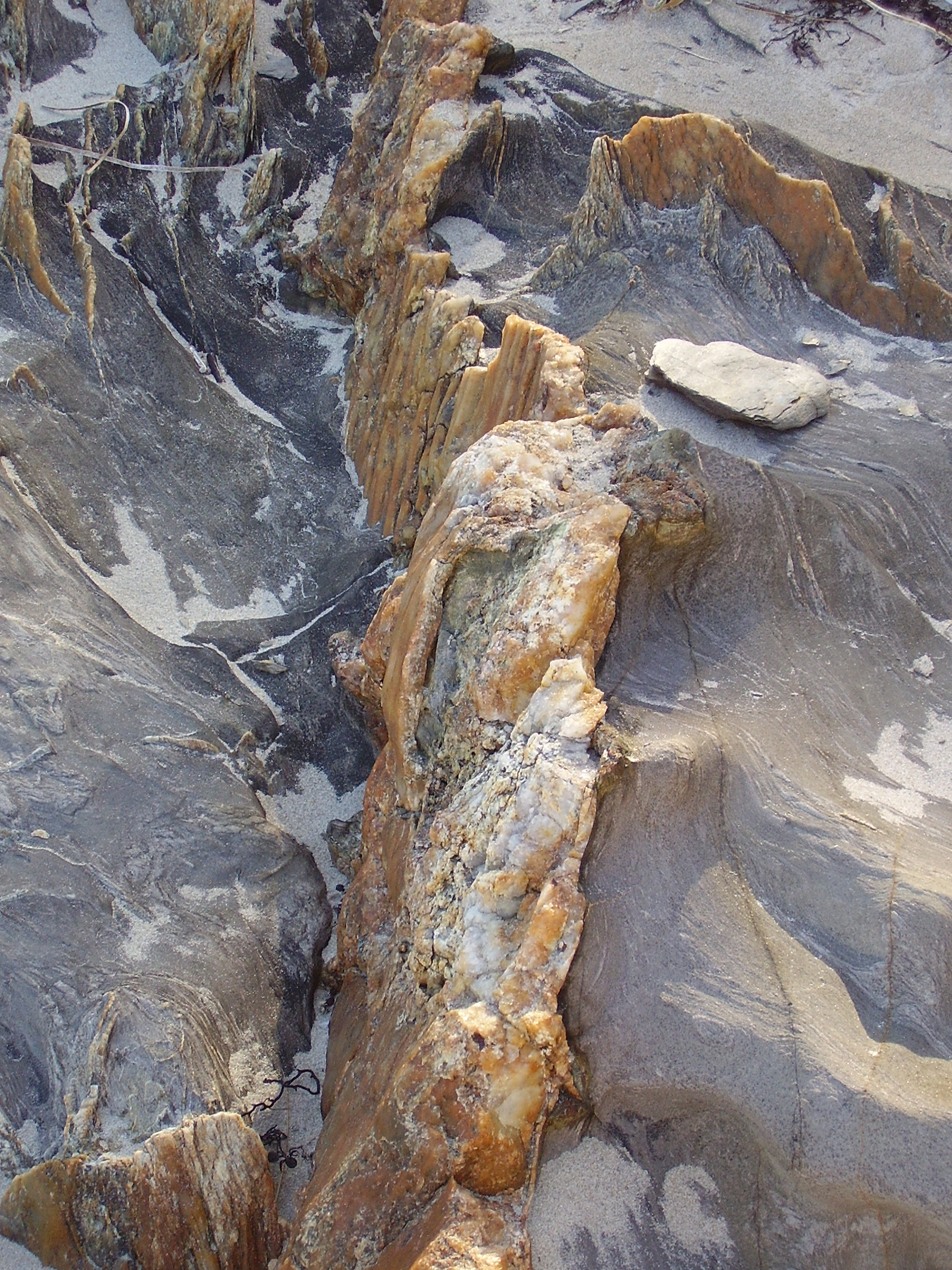
Кварцевая жила

Жи́ла — протяжённое в двух измерениях простое тело, образовавшееся либо в результате заполнения трещинной полости минеральным веществом или горной породой, либо вследствие метасоматического замещения горных пород вдоль трещин минеральными веществами. По этим признакам выделяют жилы выполнения и жилы замещения. По форме выделяют такие жилы: простые, плитообразные и сложные — ступенчатые (лестничные), сетчатые, ветвистые, камерные, линзовидные, фестончатые, рубцовые и др. По отношению к вмещающим горным породам жилы различают: пластовые (согласные, флицевые) и секущие (Татаринов, 1963 г.[уточнить]). Тонкие жилы называют прожилками.
Жилы — эпигенетические образования, так как выполняют трещины в уже сформировавшихся горных породах. С жилами связаны многие месторождения минерального сырья. По Абдуллаеву (1957)[уточнить] жилы, сложенные любыми горными породами, в общем случае следует называть дайками, оставив термин «жилы» только для рудных образований.

## Типы жил
Жила альпийского типа, альпийская жила — жила, минеральный состав которой тесно связан с составом вмещающих горных пород. Впервые подобные образования были детально изучены в Альпах. Рассматриваются как продукт переотложения в трещинах материала вмещающих горных пород водными растворами метеорного происхождения или связанными с региональными метаморфизмом. Некоторые исследователи склонны связывать их образование с постмагматическими процессами.
Жила брекчиевидная — содержащая обломки боковых пород, обычно выполняет сбросовую трещину с брекчией трения.
Жила ветвящаяся — разделяется по простиранию или по падению на более тонкие жилы или прожилки.
Жила выполнения — образуется путём выполнения минеральными веществами трещинной полости в горной породе.
Жила замещения — образуется в основном вследствие метасоматического замещения горных пород минеральными веществами вдоль трещин, в которых циркулировали рудоносные растворы. К жилам замещения относятся рубцовые, реже сетчатые, ветвящиеся и др. жилы. Синоним — жила метасоматическая.
Жила камерная — образующая неправильное штокообразное расширение в нерастворимых породах. Образование такой жилы происходит в коленообразных трещинах, в изгибах которых породы сильно раздроблены.
Жила конституционная — разветвлённая прожилка, пронизывающая вулканические породы и образовавшаяся ещё в период затвердевания магмы.
Жила ледяная, лёд повторно-жильный (жильный) — подземные льды, образующиеся в морозобойных трещинах в дисперсных горных породах при многократном и систематическом их развитии на одних и тех же местах из замёрзшей в них воды. Образуют ледяные жилы и часто крупные массы подземного льда в области распространения многолетнемёрзлых горных пород. Наиболее распространены на равнинах севера.
Жила линзующаяся, жила фестончатая — с многократными раздувами и пережимами и общей значительной длиной.
Жила осадочная — выполненная осадочным материалом трещина в горной породе; могла возникнуть при различных экзогенных процессах; отложение или внедрение материала произошло либо во время осадконакопления, либо при диагенезе.
Жила пластовая — залегает согласно с напластованием залегающих осадочных или метаморфических пород.
Жила плитообразная — характеризуется простой формой (без разветвлений), и не имеет резких изменений мощности и условий залегания.
Жила побочная — маломощная жила (прожилок), расположенная на небольшом расстоянии от более крупной (главной) жилы.
Жила простая — единичная жила, не сопровождающаяся прожилками или очень близкими параллельными жилами.
Жила разлистования — сложная жила, состоящая из серии многочисленных тесно расположенных тонких жил и прожилков, ориентированных примерно параллельно друг другу и согласно с общей сланцеватостью пород.
Жила рубцовая — неправильной формы с небольшими раздувами, возникшими путём замещения боковых пород (чаще всего известняков и доломитов); располагается обычно перпендикулярно слоистости и не выходит за пределы одного пласта.
Жила рудная — сложена преимущественно или полностью рудными минералами.
Жила седловидная — межпластовая жила, расположенная в перегибе антиклинальной или синклинальной складки и выклинивающаяся на их крыльях.
Жила сетчатая — образовавшаяся в результате выполнения минеральным веществом пересекающихся трещин.
Жила сложная — две или несколько параллельных сближенных жил, обычно соединённых многочисленными косо направленными тонкими прожилками.
Жила ступенчатая — состоит из коротких параллельных жил и прожилков, выполняющих поперечные трещины во вмещающей их дайке изверженных пород или в другой жиле. Синоним — жила лестничная.
Жила типа «конского хвоста» — сложная рудная жила, состоящая из серии близко параллельных крупных жил, сопровождаемых многочисленными расходящимися мелкими жилами, оперяющими первые с одной стороны.
Жила фестончатая — разновидность линзующейся жилы. Развиты в некоторых золоторудных месторождениях.
Жила чётковидная — состоящая из отдельных чётковидных раздувов жильной или рудной массы, разделённых небольшими неминерализованными безрудными промежутками.
Жила эруптивная — сложенная вулканической породой (лавами или пирокластикой). Отличается от даек менее правильной формой и обычно меньшими размерами.